# Caroline Märklin
Caroline Märklin, född 1826, död 1893, var en tysk entreprenör.
Hon gifte sig 1859 med fabrikören Theodor Friedrich Wilhelm Märklin (1817–1866), som samma år grundade leksaksföretaget Märklin, och 1868 med Julius Eitel (d. 1886). 
Hon var sin makes medarbetare då han byggde upp Märklin-företaget. Hon reste på makens uppdrag runt i Tyskland och Schweiz som företagets representant och har kallats sin tids första kvinnliga reseförsäljare. Då han avled mitt under detta arbete fortsatte hon att bygga upp företaget till ett världsberömt leksaksföretag, med export till 80 länder. Varken hennes andre make eller hennes söner Eugen och Carl var särskilt intresserade av företaget, så hon skötte det ensam från 1866 till hon 1888 formellt överlät det på sina söner.[källa behövs]